# Provincia di Santo Domingo
Santo Domingo è una delle 32 province della Repubblica Dominicana. Il suo capoluogo è Santo Domingo Este.

## Geografia antropica

### Suddivisioni amministrative
La provincia si suddivide in 7 comuni e 8 distretti municipali (distrito municipal - D.M.):
- Boca Chica
- Los Alcarrizos
- Pedro Brand
- San Antonio de Guerra
- Santo Domingo Este
- Santo Domingo Norte
- Santo Domingo Oeste